# Ermida de Nossa Senhora da Conceição (Alcoutim)
A Ermida de Nossa Senhora da Conceição é um templo cristão que serve a vila de Alcoutim, no Município de Alcoutim do Distrito de Faro, em Portugal.
A Ermida de Nossa Senhora da Conceição está classificado como Monumento de Interesse Público desde 2015.

## Caracterização
Edificada em data desconhecida, encontrava-se do lado de fora das muralhas de Alcoutim, junto à Porta de Tavira; sofreu diversas obras, destacando-se a sua total reedificação no século XVI, e a reconstrução da escadaria, em traço Barroco, no século XVIII. Apresenta um altar-mor com uma mesa decorada com azulejos hispano-árabes do Século XVI, e um retábulo Barroco, em estilo nacional, adornado com talha dourada e colunas com figuras simbólicas.